# Juan Manuel Valero Martínez
Juan Manuel Valero Martínez (Alicante, España, 3 de enero de 1978) es un exfutbolista español. Jugó de lateral derecho o incluso como interior y destacó durante muchos años llegando a ser capitán en el Real Murcia.

## Trayectoria
Formado en las categorías inferiores del Real Murcia Club de Fútbol. El salto definitivo al primer equipo lo dio con apenas 18 años, en Tercera División. Se convirtió en capitán del equipo grana y es el único jugador de su historia que ha jugado en todas las categorías del fútbol nacional con la elástica murcianista. En la temporada 2007/08 tras no contar su club de toda la vida con el jugador para el proyecto en Primera División, Juanma fue cedido al club de la ciudad donde nació, el Hércules CF. Con el equipo herculano realizó una buena temporada jugando en liga 2.579 minutos en 29 partidos y marcando un gol. A su regreso al Real Murcia CF el técnico Javier Clemente le comunicó que no contaba con él. Tras disputas con el club pimentonero sobre la rescisión de su contrato, el jugador presentó una demanda contra el club por acoso laboral. Finalmente, con la llegada al club pimentonero, el nuevo presidente Juan Guillamón alcanzó un acuerdo económico con el jugador y este se desvinculó por el club para acabar fichando por el Orihuela CF. (enlace roto disponible en Internet Archive; véase el historial, la primera versión y la última). En la actualidad, Juanma es columnista del diario 'La Verdad de Murcia'.

## Clubes
| Club                | Temporada           | Categoría           | Liga    | Liga  | Copa    | Copa  | Comp. Europeas | Comp. Europeas | Total   | Total |
| Club                | Temporada           | Categoría           | Jugados | Goles | Jugados | Goles | Jugados        | Goles          | Jugados | Goles |
| ------------------- | ------------------- | ------------------- | ------- | ----- | ------- | ----- | -------------- | -------------- | ------- | ----- |
| Real Murcia         | 1995/96             | Tercera División    | 9       | 0     | -       | -     | -              | -              | 9       | 0     |
| Real Murcia         | 1996/97             | Segunda División B  | 19      | 0     | 1       | 0     | -              | -              | 20      | 0     |
| Real Murcia         | 1997/98             | Segunda División B  | 36      | 0     | 0       | 0     | -              | -              | 36      | 0     |
| Real Murcia         | 1998/99             | Segunda División B  | 24      | 0     | 0       | 0     | -              | -              | 24      | 0     |
| Real Murcia         | 1999/00             | Segunda División B  | 3       | 0     | 0       | 0     | -              | -              | 3       | 0     |
| Real Murcia         | 2000/01             | Segunda División    | 25      | 0     | 3       | 1     | -              | -              | 28      | 1     |
| Real Murcia         | 2001/02             | Segunda División    | 17      | 2     | 1       | 0     | -              | -              | 18      | 2     |
| Real Murcia         | 2002/03             | Segunda División    | 34      | 2     | 6       | 1     | -              | -              | 40      | 3     |
| Real Murcia         | 2003/04             | Primera División    | 31      | 0     | 0       | 0     | -              | -              | 31      | 0     |
| Real Murcia         | 2004/05             | Segunda División    | 22      | 1     | 0       | 0     | -              | -              | 22      | 1     |
| Real Murcia         | 2005/06             | Segunda División    | 34      | 1     | 0       | 0     | -              | -              | 34      | 1     |
| Real Murcia         | 2006/07             | Segunda División    | 22      | 0     | 1       | 0     | -              | -              | 22      | 0     |
| Hércules CF         | 2007/08             | Segunda División    | 30      | 1     | S/D     | S/D   | -              | -              | 30      | 1     |
| Real Murcia         | 2008/09             | Segunda División    | 0       | 0     | 0       | 0     | -              | -              | 0       | 0     |
| Orihuela CF         | 2008/09             | Segunda División B  | S/D     | S/D   | -       | -     | -              | -              | S/D     | S/D   |
| Orihuela CF         | 2009/10             | Segunda División B  | S/D     | S/D   | -       | -     | -              | -              | S/D     | S/D   |
| Orihuela CF         | 2010/11             | Segunda División B  | 35      | 0     | 2       | 0     | -              | -              | 37      | 0     |
| Total en su carrera | Total en su carrera | Total en su carrera | 336     | 7     | 14      | 2     | 0              | 0              | 350     | 9     |

## Palmarés

### Campeonatos nacionales
| Título           | Club           | País   | Año       |
| ---------------- | -------------- | ------ | --------- |
| Tercera División | Real Murcia CF | España | 1995-1996 |
| Segunda División | Real Murcia CF | España | 2002-2003 |

- Clasificación para la promoción de ascenso a Segunda División con el Real Murcia CF (1998/99).
- Subcampeón de Segunda División B y ascenso a Segunda División con el Real Murcia CF (1999/00).
- Ascenso a Primera División con el Real Murcia CF (2006/07).